# Koszmosz–731
A Koszmosz–731 (oroszul: Космос–731) szovjet Zenyit–2M típusú felderítő műhold.

## Küldetés
Zenyit–2M típusú felderítő műhold. Áramforrása kémiai, emellett napelemekkel is felszerelték. Szolgálati ideje, megbízhatósága megnövekedett. Kutatási programja megegyezik a Koszmosz–208, a Koszmosz–264 és a Koszmosz–561 műholdak feladataival. Harmadik generációs műhold, katonai és állami célokat szolgált. A tudományos műszereket tartalmazó hengeres modul (Nauka modul) a gömb alakú visszatérő egységhez csatlakozott. Elődein alkalmazott műszerek javított változataival szerelték fel. Feladata, a fotófelderítés mellett tudományos méréseket is végzett. Műszereivel atomkísérletek ellenőrzését végezte, illetve röntgensugár-csillagászati méréseket végzett.

## Jellemzői
1975. május 21-én a Bajkonuri űrrepülőtérről egy Voszhod (11A57) hordozórakétával juttatták alacsony Föld körüli pályára Koszmosz–731 jelzéssel. Az orbitális egység pályája 89,4 perces elliptikus pálya-perigeuma 207 kilométer, apogeuma 313 kilométer volt. Tömege 4000 kilogramm. Aktív szolgálati ideje 1975. június 2-án befejeződött.

## Külső hivatkozások
- Koszmosz–731. nasa.gov. (Hozzáférés: 2012. november 3.)
- Koszmosz–731. nasa.gov. (Hozzáférés: 2012. november 3.)